# لوطفی میناس
لوطفی میناس (ارمنی: Լութֆի Մինաս؛  زادهٔ ۱۸۹۲ - درگذشته ۱۹۵۷) شاعر اهل ارمنستان بود.

## زندگی‌نامه
وی  در ۱۸۹۲ در روستای در نزدیکی خاربرت به دنیا آمد در سال ۱۹۱۲ به بوستون، ماساچوست مهاجرت نمود و از دانشگاه براون فارغ‌التحصیل گشت.  وی در ۱۹۵۷ در سن ۶۵ سالگی در ایالات متحده درگذشت.